# Ouroux-sur-Saône
Ouroux-sur-Saône település Franciaországban, Saône-et-Loire megyében. Lakosainak száma 3183 fő (2022. január 1.). Ouroux-sur-Saône Épervans, Lans, Marnay, Saint-Christophe-en-Bresse, Saint-Germain-du-Plain és Varennes-le-Grand községekkel határos.

## Népesség
A település népességének változása:
| Lakosok száma | 3041 | 3081 | 3149 | 3072 | 3073 | 3110 | 3102 | 3134 | 3183 |
|               | 2013 | 2015 | 2016 | 2017 | 2018 | 2019 | 2020 | 2021 | 2022 |